# Edicto de Wieluń
El Edicto of Wieluń fue una ley promulgada en Wieluń en 1424 por el rey de Polonia Vladislao II Jagellón bajo presión de la Iglesia católica. El edicto proscribió el husismo y supuso un retroceso temporal para el Reino de Polonia, que se había caracterizado por una larga tradición de tolerancia religiosa.
Bajo la ley, la participación de los ciudadanos de Polonia en el movimiento husita se castigaba como alta traición. Los polacos residentes en Bohemia se enfrentaban a la pérdida de su condición de nobles y la confiscación de sus pertenencias si no regresaban a Polonia en un plazo definido. Además, cualquier contacto con los husitas era considerado una ofensa a la dignidad del rey. Los starostas y tribunales locales tenían el deber de perseguir a cualquier sospechoso y entregarlo a tribunales eclesiásticos.

## Fuente
- Texto completo del Edicto de Wieluń (en polaco)

## Temas relacionados
- Confederación de Varsovia
- Estatuto de Kalisz
- Acuerdo de Sandomierz
- Hermanos Polacos